# 外邦人 (古希臘)
外邦人，或外乡人，在古希腊指居住在雅典或其他城邦的非本城邦居民，他们的身份与当今的永久居留權类似，即可以永久居留但无政治权利。学者一般认为该制度源自于公元前508年的克里斯提尼改革。